# Ročica
Ročica je naselje v Občini Pesnica.
Ročica se prvič omeni v nedatirani menjalni listini med šentpavelskim opatom Wecelinom in mejnim grofom Engelbertom II. Spanheimskim, zapisani med letoma 1106 in 1124.